# Manuel Navarrete
Manuel E. Navarrete (Sesquilé, 1841 – Bogotá, 31 de enero de 1890) fue un militar colombiano.
Militar de los Estados Unidos de Colombia desde 1859 hasta 1885. Contó con el ejército más de veintiséis años y alcanzó el empleo de General de Brigada en la Guardia Colombiana y General de División en los Estados de Cundinamarca y Antioquia. Participó y lideró más de 100 batallas incluida la batalla de La Humareda. Fue benemérito de la Patria en grado heroico y eminente.

## Vida militar y política
En una época de guerras civiles e intentos dictatoriales, al General Navarrete le correspondió actuar en la vida militar y desde muy joven, sirvió a la causa de sus convicciones siguiendo las directrices ideológicas del partido Liberal, y en especial del grupo político de los Radicales. En 1959 cuando apenas contaba dieciocho años, inició su carrera militar tomando servicio como individuo de tropa a favor del Gobierno legítimo de Santander, cuando de continuo éste se veía hostilizado por el Gobierno de la Confederación.
La carrera del General Navarrete fue corta, como que murió cuando apenas entraba al periodo de la madurez; no obstante, participó en todas las luchas civiles de Colombia, desde 1859 hasta 1885. Sus proezas en la guerra civil de 1876-1877, señalan, la parte más ardua y valiosa de sus servicios a la República.

### Resumen de ascenso en grados militares
| Año  | Edad    | Grado militar                    | Batalla            |
| ---- | ------- | -------------------------------- | ------------------ |
| 1877 | 36 años | General efectivo de la República | La Cabaña          |
| 1867 | 26 años | Coronel                          | -                  |
| 1861 | 20 años | Capitán                          | La Gran Semana     |
| 1859 | 18 años | Soldado                          | Campo del Oratorio |

### Resumen de su hoja de servicios militares
| Periodo   | _____________Batalla__________ | Resultado | Descripción |
| --------- | --- | --------- | --- |
| 1885      | Revolución de 1885: - La Humareda | Victoria  | Ricardo Gaitán Obeso y Manuel E. Navarrete se alzaron contra al gobierno de Daniel Aldana en Cundinamarca. Posteriormente libraron una serie de combates que finalizaron en el campo de La Humareda el 17 de junio de 1885. |
| 1876-1877 | Revolución de 1876-1877 - ‘Toche’ - La Cabaña - Otun - Alto del Nudo - Alto del Caballo - Tablazo - Arenillo | Victoria  | Cuando estalló el levantamiento clerical en el Estado del Cauca, el Coronel Navarrete fue el primero en marchar como Jefe del Batallón Granaderos, en agosto del mismo año, en defensa de las instituciones amenazadas de muerte. Se halló entonces en la batalla de ‘Toche’, 30 de septiembre de 1876, dirigida por el general Daniel Delgado, e hizo luego toda la campaña del Sur, en la cual era comandante general del Ejército partido Liberal el general Julián Trujillo, hasta penetrar en el estado de Antioquia y obtener el triunfo definitivo con la toma de Manizales el 5 de abril de 1877. Se halló pues en todos los combates de esta inolvidable campaña, habiendo sido uno de los más notables el de La Cabaña (19 de marzo) donde a General efectivo de la República. En esta campaña del Sur también fue comandante general del Cuerpo del Ejército que obraba por el centro, comandante general de la División Vanguardia, comandante general de la 4.ª División, jefe de Estado mayor general del Ejército y comandante general de la 2.ª División. Sus proezas en esta notable campaña, señalan, la parte más ardua y valiosa de sus servicios a la República como soldado abnegado y valiente en aquella lidia formidable. |
| 1867-1868 | Golpe de Estado | Victoria  | Conflictos entre los Liberales Radicales y los Mosqueristas que llevaron a que los primeros, dirigidos por Manuel Murillo Toro, depusieran a Tomás Cipriano de Mosquera de la Presidencia de los Estados Unidos de Colombia y lo enviaran al exilio en 1867, iniciando un ciclo de gobiernos controlados por los Radicales que habría de durar hasta 1880. Navarrete entonces sirvió a la República como Coronel Jefe del expresado escuadrón en el combate que el 28 de octubre de este último año se libró en Machetá. |
| 1865      | Revolución de 1865 | Victoria  | Navarrete tomó parte activa en servicio de las instituciones liberales, en la revolución de 1865 encabezada por Jenaro Moya, organizando el escuadrón de Sesquilé y poniéndose a las órdenes del Gobierno general. |
| 1862-1863 | Restablecimiento del orden en Cundinamarca: - Batalla de Boyacá - Puente del Común - Boquerón de Lenguazaque - Tocancipá - Checua - Patio de Bolas - Casablanca de Nemocón - Flores - Guasca - Mercenario - Alto de Chiqueros - Portobelo - Cerro Gordo - Súnaba - Casablanca de Sopó | Victoria  | El primer enfrentamiento fue la Batalla de Boyacá el 20 de febrero de 1862, batalla dirigida por el General Tomás Cipriano de Mosquera. Vendría la del Puente del Común el 11 de mayo del mismo año y las demás transcurrieron durante 1862 y 1863. En la batalla de Checua peleó ya con el grado de Sargento Mayor del escuadrón Libres de Sesquilé. Después del combate de Patio Bolas, fue proclamado, por su audacia e impavidez, Jefe de las Caballerías. Finalmente, dejó completamente restablecido el orden en el territorio de Cundinamarca y aprehendió al terrible Carranza. |
| 1860-1862 | Guerra civil: - Campo del Oratorio, Ago 18,1860 - Puente de Barbosa, Oct 22,1860 - Toma de Moniquirá, Oct 23,1860 - Puente Guillermo, Nov 15,1860 - Puente Nacional, Nov 16,1860 - La Gran Semana, Abr 1-7,1861 - Usaquén, Jun 12 y 13, 1861 - Toma de Bogotá, Jun 18,1861            | Victoria  | Guerra civil en la cual se enfrentaron los liberales contra los gobiernistas, partidarios del presidente conservador Mariano Ospina Rodríguez. Los liberales radicales aspiraban a la aprobación y sanción de una nueva Constitución política de esencia Radical y Federal. Posteriormente, ya en el ejército del General Santos Gutiérrez tuvo entonces la fortuna de encontrarse en la memorable batalla de La Gran Semana en la que fue ascendido a Capitán con destino al escuadrón ‘Beligerante’. Finalmente, con la toma de Bogotá se aseguró el triunfo definitivo de la bandera Federal. Esta fue la culminación de una revolución del Liberalismo y antesala de la Constitución de 1863. |